# Amerila roseibarba
Amerila roseibarba är en fjärilsart som beskrevs av Druce 1901. Amerila roseibarba ingår i släktet Amerila och familjen björnspinnare. Inga underarter finns listade i Catalogue of Life.